# Anna Karolína Schmiedlová
Anna Karolína Schmiedlová (Košice, 13. rujna 1994.) je slovačka tenisačica.
Osvajačica je tri WTA i dvanaest ITF turnira u svojoj karijeri. Dana 12. listopada 2015. ostvarila je najbolji plasman (26. mjesto) u konkurenciji pojedinačno, a 15. srpnja 2015. i u konkurenciji parova (213. mjesto). Visoka je 176 cm i teška 63 kg, a trenutno živi u Bratislavi.
Njezina mlađa sestra Kristína također igra tenis, a natječe se u juniorskoj konkurenciji.

## Karijera

### 2013.
Schmiedlová se na svoj prvi seniorski WTA turnir plasirala na Roland Garros. U prvom kolu turnira pobijedila je Belgijku Yaninu Wickmayer, ali ju je u drugom kolu porazila Amerikanka Jamie Hampton. Iako je izgubila, plasirala se na Wimbeldon, gdje je nakon pobjede nad Annom Smith i Timeom Bacsinszky, no u 3. kolu zasutavila ju je Eva Birnerová nakon dugog i teškog seta, a Birnerová je završila kao sretna gubitnica. No, u sljedećem kolu pobijedila ju je Samantha Stosur.
Nakon Wimbeldona, Schmiedlová se plairala u finale na 100.000 $ ITF turniru Open GDF Suez de Biarritz 2013., gdje je izgubila od Stephanie Vogt u tri seta. Unatoč porazu u Roland Garossu, ostvarila je plasman među 100 najboljih tenisačica na WTA ljestvici, zauzevši 97. poziciju. Na turniru Gastein 2013 u Austriji, izgubila je u prvom kolu turnira od Chanelle Scheepers.
Zbog ozljede je preskočila je nekoliko turnira na otvaranju sezone na tvrdoj podlozi. Na New Haven Open 2013. kvalificirala se na turnir u selekciji pojedinačno, ali e već u prvom kolu poražena od šeste nositeljice Sloane Stephens. Na US Openu 2013. pobijedila je u prvom kolu Stefanie Vögele, ali je u drugom kolu bolja bila Kaia Kanepi.

## WTA finala

### Pojedinačno 5 (3:2)
| Tumač                               |
| ----------------------------------- |
| Grand Slam turniri (0:0)            |
| WTA Tour Championships (0:0)        |
| Premier Mandatory & Premier 5 (0:0) |
| Premier (0:0)                       |
| Međunarodna (2:1)                   |

| Finala po podlozi |
| ----------------- |
| Tvrda (1:0)       |
| Pijesak (1:1)     |
| Trava (0:0)       |
| Dvorana (0:0)     |

| Ishod   | Godina | Nadnevak          | Natjecanje                         | Podloga | Protivnik     | Rezultat      |
| ------- | ------ | ----------------- | ---------------------------------- | ------- | ------------- | ------------- |
| Poraz   | 1.     | 16. veljače 2015. | Rio Open, Rio de Janeiro, Brazil   | Clay    | Sara Errani   | 6:7(2:7), 1:6 |
| Pobjeda | 2.     | 6. travnja 2015.  | Katowice Open, Katowice, Poljska   | tvrda   | Camila Giorgi | 6:4, 6:3      |
| Pobjeda | 3.     | 19. srpnja 2015.  | Bukurešt Open, Bukurešt, Rumunjska | pijesak | Sara Errani   | 7:6(7:3), 6:3 |

Napomena: nepotpuna tablica

## Juniorska Grand Slam finala

### Pojedinačno 1 (0:1)
| Ishod | Godina | Natjecanje    | Podloga | Protivnik   | Rezultat      |
| ----- | ------ | ------------- | ------- | ----------- | ------------- |
| Poraz | 2012.  | Roland Garros | pijesak | Annika Beck | 6:3, 5:7, 3:6 |